# Lepomis punctatus
A Lepomis punctatus a sugarasúszójú halak (Actinopterygii) osztályának sügéralakúak (Perciformes) rendjébe, ezen belül a díszsügérfélék (Centrarchidae) családjába tartozó faj.

## Előfordulása
A Lepomis punctatus előfordulási területe az észak-amerikai kontinensen van. Az Amerikai Egyesült Államok egyik endemikus hala. Az észak-karolinai Cape Fear folyótól, egészen a texasi Nueces folyóig található meg. A Mississippi folyóban, csak Illinois állam közepéig úszik fel.

## Megjelenése
Ez a hal általában 9,8 centiméter hosszú, azonban 20 centiméteresre is megnőhet.

## Életmódja
Édesvízi halfaj, amely az iszapos és homokos mederfenék közelében él. A vízinövényzettel dúsan benőtt részeket, és mocsarakat kedveli. Főleg a kétszárnyúak (Diptera) és egyéb rovarok lárváival táplálkozik, de étrendjét kiegészíti felemáslábú rákokkal (Amphipoda) és ágascsápú rákokkal (Cladocera).

## Szaporodása
Az íváshoz, a Lepomis punctatus felkeresi élőhelyének a sekélyebb részeit. Ebben az időszakban a hím és a nőstény párt alkotnak. Az ikrákat mindkét hal őrzi.